# 七小福 (1986年電影)
《七小福》為台灣出產的喜劇電影作品，導演趙真國，武術指導邱英紅。

## 故事簡介
|                    | 一二三四五六七 七個小小智多星 功夫高來點子新 整得壞人冒金星 |
| ——引自電影海報標題 |                                                             |

洛基在美國唸書，趁著放暑假回台北，和他闊別多年的玩伴小辣椒、土蛋、二齒、孫小毛、小蓋仙、小胖敘舊。某日，七小福在西餐廳用餐時，小辣椒發現有人在餐廳拔槍，告知朋友，卻無人相信。隔日，七小福在逛街時遇見一人身受重傷，重傷者臨死之際交付一顆鑽石給小辣椒，請求務必交給一位女子「江海倫」手中。
但是七小福和江海倫素未謀面，七小福唯有用盡各種方法尋找胸前戴花、大腿上有顆痣的女人。價值連城的鑽石在七小福身上，引起黑幫老大朱溫的注意，朱溫派出幫眾前往攔截，讓七小福捲進一場驚天動地的危機之中……

## 人物角色
| 角色名稱 | 演員   | 備註         |
| -------- | ------ | ------------ |
| 江海倫   | 蕭紅梅 |              |
| 小辣椒   | 裘比   |              |
| 小胖     | 楊偉德 |              |
| 土蛋     | 徐育達 |              |
| 小蓋仙   | 林桐安 |              |
| 洛基     | 鄭偉柏 | 美国名蓝波   |
| 二齒     | 王基成 |              |
| 孫小毛   | 張家銘 |              |
|          | 蔡頭   | 小辣椒的保鑣 |
| 牛排     | 方正   | 黑幫頭目     |
|          | 兩百塊 | 黑幫份子     |
|          | 林偕文 | 黑幫份子     |

## 主題曲
- 『七小福』

## 逸事
1988年，嘉禾電影（香港）有限公司所發行的《七小福》，恰巧發生同名風波，最後雙方達成協議，影片在台灣不改名如期放映。

## 系列作品
- 《七小福再出擊》（1989年）

與本片同製作群所拍攝之作品，除了沿用「七小福」作為標題之外實質內容完全無關。

## 外部連結
- 開眼電影網上《七小福》的資料（繁體中文）
- 香港影庫上《七小福》的資料（繁體中文）
- 豆瓣电影上《七小福》的資料 （简体中文）
- 爛番茄上《七小福》的資料（英文）
- AllMovie上《七小福》的资料（英文）
- 互联网电影数据库（IMDb）上《七小福》的资料（英文）
- 互联网电影数据库（IMDb）上《七小福》的资料（英文）
- 往視只能回味：《七小福》1986 七個小福星、方正、兩百塊、蕭紅梅、蔡斯文 - yam天空部落